# Селенид мышьяка
Селенид мышьяка — бинарное неорганическое соединение
мышьяка и селена с формулой AsSe,
тёмно-серые кристаллы,
не растворяется в воде.

## Получение
- Сплавление стехиометрических количеств чистых веществ в вакууме:

{\displaystyle {\mathsf {As+Se\ {\xrightarrow {264^{o}C}}\ AsSe}}}

## Физические свойства
Селенид мышьяка образует тёмно-серые кристаллы
моноклинной сингонии,
пространственная группа P 21/c,
параметры ячейки a = 0,9552 нм, b = 1,3801 нм, c = 0,6719 нм, β = 106,4°.
Также может находиться в аморфном состоянии — чёрное стеклообразное вещество с температурой размягчения 170°С.
Не растворяется в воде и органических растворителях.
Молекулы являются тетрамерами состава As4Se4.

## Применение
- Компонент халькогенидных стёкол.